# Береа (район)
Береа (сесото Berea) — один з 10 районів Лесото. Адміністративний центр — Теятеяненг.

## Географія
Район Береа межує на заході з провінцією Фрі-Стейт, ПАР, на півночі з районом Лерібе, на південному-сході з районом Таба-Цека, а на півдні з районом Масеру. Площа району становить 2.222 км².

## Населення
За переписом населення 2001 року у районі Береа мешкало 300.557 осіб.

### Демографія
| Рік  | Населення  |
| 1986 | 194.600    |
| 1996 | 240.754    |
| 2001 | 300.557    |
| 2006 | 59.279 (?) |

## Адміністративний поділ Береа

### Округи
10 округів
- Бела-Бела
- Berea
- Кафунг
- Малітса
- Мосалемане
- Ноконг
- Пулане
- Сіквонка
- Теятеяненг
- Тупа-Кубу

### Місцеві ради
9 місцевих рад
- Канана
- Куененг
- Макеоана
- Малуба-Лубе
- Мапотенг
- Мотанасела
- Футіатсана
- Сенекане
- Тебе-Тебе